# Jeepers Creepers (песня)
«Jeepers Creepers» — песня 1938 года, джазовый стандарт. Написана в 1938 году (музыка Гарри Уоррена, текст Джонни Мерсера) для фильма Warner Brothers «Going Places». Впервые исполнена Луи Армстронгом и с тех пор вошла в репертуар многих исполнителей.

## Обзор
Эта песня появилась в фильме 1938 года «Going Places» с Диком Пауэллом, Анитой Луиз и Рональдом Рейганом в главных ролях. Её исполняет Луи Армстронг, играющий роль Габриэля, дрессировщика скаковой лошади по имени Джиперс Криперс (англ. Jeepers Creepers). Джиперс Криперс — очень дикая лошадь, которая успокаивается и позволяет оседлать себя, только когда Габриэль играет эту песню на своей трубе или поёт её. Имя лошади — эвфемизм для упоминания всуе Иисуса Христа (Jesus Christ); по крайней мере, слово «jeepers» появилось не позже 1929 года.
Текст песни защищён авторским правом; наиболее известны две строки:
«Jeepers Creepers, where’d ya get those peepers? 
Jeepers Creepers, where’d ya get those eyes?»
(Джиперс Криперс, откуда у тебя такие гляделки?
Джиперс Криперс, откуда у тебя такие глаза?)